# 세인트키츠 네비스의 국장

세인트키츠 네비스의 국장

세인트키츠 네비스의 국장은 세인트크리스토퍼 네비스 앵귈라 시대였던 1967년에 제정되었으며 현재의 국장은 1983년에 채택되었다.
국장 가운데에 그려져 있는 은색 방패 가운데에는 빨간색 갈매기 문양이 그려져 있다. 갈매기 문양 위에는 두 송이의 빨간색 꽃이 그려져 있으며 갈매기 문양 아래에는 항해하는 선박이 그려져 있다. 방패 상단에는 파란색 바탕에 카리브인의 머리가 그려져 있고 머리 왼쪽에는 프랑스의 상징인 금색 백합 문양이, 머리 오른쪽에는 영국의 상징인 튜더 왕가의 장미 문양이 장식되어 있다.
방패 위쪽에는 투구가 그려져 있으며 투구 위에는 성곽이 그려져 있다. 성곽 위에는 횃불을 든 아프리카인, 유럽인, 혼혈의 팔이 그려져 있다. 방패 양쪽에는 사탕수수와 코코야자 나무 그리고 세인트키츠 네비스의 국조인 두 마리의 펠리컨이 그려져 있고 방패 아래쪽에 있는 리본에는 세인트키츠 네비스의 나라 표어인 "삼위일체 속의 통일"("Unity in Trinity")이 영어로 쓰여져 있다.

## 역대 세인트키츠 네비스의 국장

세인트크리스토퍼 네비스 앵귈라의 문장 (1967년 ~ 1983년)